# Монсон (тауншип, Миннесота)
Монсон (англ. Monson) — тауншип в округе Траверс, Миннесота, США. На 2000 год его население составило 162 человека.

## География
По данным Бюро переписи населения США площадь тауншипа составляет 140,5 км², из которых 140,4 км² занимает суша, а 0,1 км² — вода (0,07 %).

## Демография
По данным переписи населения 2000 года здесь находились 162 человека, 57 домохозяйств и 44 семьи. Плотность населения —  1,2 чел./км². На территории тауншипа расположено 69 построек со средней плотностью 0,5 построек на один квадратный километр. Расовый состав населения: 100,00 % белых.
Из 57 домохозяйств в 42,1 % воспитывались дети до 18 лет, в 75,4 % проживали супружеские пары и в 22,8 % домохозяйств проживали несемейные люди. 22,8 % домохозяйств состояли из одного человека, при том 15,8 % из — одиноких пожилых людей старше 65 лет. Средний размер домохозяйства — 2,84, а семьи — 3,34 человека.
33,3 % населения — младше 18 лет, 3,7 % — в возрасте от 18 до 24 лет, 21,6 % — от 25 до 44, 24,7 % — от 45 до 64, и 16,7 % — старше 65 лет. Средний возраст — 41 год. На каждые 100 женщин приходилось 105,1 мужчин. На каждые 100 женщин старше 18 приходилось 116,0 мужчин.
Средний годовой доход домохозяйства составлял 42 500 долларов, а средний годовой доход семьи —  46 250 долларов. Средний доход мужчин —  31 667  долларов, в то время как у женщин — 28 125. Доход на душу населения составил 13 454 доллара. За чертой бедности находились 11,4 % семей и 7,0 % всего населения тауншипа, из которых 2,7 % младше 18 и 11,1 % старше 65 лет.